# Elsaß-Lothringische T 9
Die Lokomotiven der Gattung T 9 der Reichseisenbahnen in Elsaß-Lothringen waren Tenderlokomotiven der Achsfolge 1'C. Sie lief anfangs unter der Bezeichnung D31, später als T 8. Insgesamt wurden von 1901 bis 1913 132 Exemplare beschafft.
Diese Baureihe war fast identisch mit der Preußischen T 9.3, lediglich die zweischienige Kreuzkopfgleitbahn war nicht vorhanden. Die Fahrzeuge wurden sowohl im Güterzug- als auch im Personenzugdienst eingesetzt. Nach dem Ersten Weltkrieg verblieben 10 Lokomotiven in Deutschland. In Frankreich wurden die Lokomotiven bis 1955 ausgemustert.